# Seilzuglängengeber

Diverse Seilzuglängengeber

Ein Seilzuglängengeber (auch Seilzugsensor, Seilzugwegaufnehmer oder Seilzugencoder) ist ein Messgerät für die Längenmessung mit einer Genauigkeit bis zu 0,01 mm. Er besteht aus einer Seiltrommel mit Federwerk und einem Gebersystem. Eine meist lineare Bewegung einer Maschine wird im Seilzuglängengeber in eine Rotationsbewegung gewandelt. Diese Rotation kann durch einfache, kostengünstige Gebersystem ausgewertet werden.
Gebersysteme für Seilzuglängengeber
- Inkremental
- Analog (Multiturn)
- Potentiometrisch
- SSI-Geber

- Siehe auch Absolutwertgeber, Inkrementalgeber

Einsatz und Anwendungen
Sie können in verschiedensten Anwendungen wie industrielle Automation, Medizintechnik, Materialprüfung, Bauüberwachung und -fahrzeuge, Hydraulikzylindersteuerung eingesetzt werden.
Variantenvielfalt
Ausführungen für Messwege von 5 cm bis über 40 m und verschiedene Ausgangssignale (Potentiometer, 0…10 VDC, 4…20 mA, digitale Encoder und RS232/422 Standard-Schnittstellen) stehen zur Verfügung.
Seilzugaufnehmer sind vielfältig konfigurierbar. Die Seile sind in verschiedenen Ausführungen (Material, Stärke, Beschichtung) lieferbar. Lage von Seilaustritt und Anschlussausgang sind meist in 90°-Schritten wählbar.
Bei manchen Gerätetypen sind Seilzugbremsen (Verhinderung von Rückschlag) und Ergänzungen für höhere Schutzart am Seilaustritt als Option verfügbar.